# Емма Ґольдман
Е́мма Ґо́льдман (рос. Эмма Го́льдман, івр. אמה גולדמן, англ. Emma Goldman; 27 червня 1869 — 14 травня 1940) — анархістка, феміністка, письменниця, журналістка, лекторка, видавниця, антивоєнна активістка єврейського походження, що відіграла ключову роль у розвитку анархічної політичної філософії в Північній Америці та Європі в першій половині ХХ століття.
За життя Ґольдман звеличувалася шанувальниками як вільнодумна бунтарка, а недоброзичливці засуджували її як захисницю політично вмотивованих вбивств та насильницької революції. Її листи та лекції охоплювали широке коло питань, зокрема в'язниці, атеїзм, свободу слова, мілітаризм, капіталізм, шлюб, вільне кохання та гомосексуальність. Дистанціювавшись від фемінізму першої хвилі та його зусиль щодо забезпечення виборчого для права жінок, Ґольдман розробила нові способи включення гендерної політики до анархізму.

## Ранні роки
Народилася в Каунасі (нині Литва, на той час — у складі Російської імперії), у сім'ї ортодоксальних литовських євреїв. Мати, Таубе Б'єнович, мала двох доньок від першого шлюбу — Гелену (1860) та Лєну (1862), після смерті чоловіка від туберкульозу була спустошена. Пізніше Ґольдман писала: «Вся любов, яка в ній була, померла разом з молодим чоловіком, за якого вона вийшла у віці п'ятнадцяти років».
Другий шлюб матері влаштувала за домовленістю її сім'я і, як висловилася Гольдман, він був «невдалим з самого початку». Батько, Авраам Ґольдман, вклав спадок матері в бізнес, який швидко збанкрутував. Проблеми в поєднанні з емоційною дистанцією між батьками зробили домашній побут напруженим для дітей. Коли мати завагітніла, батько сподівався на сина; дочка, на його думку, була б ще однією ознакою невдачі. Зрештою у них народилося троє синів, але першою дитиною була Емма.
Емма Ґольдман народилася 27 червня 1869 року. Її батько бив дітей, коли вони не слухалися його. Емму, найбільш бунтівну з них, він шмагав хлистом. Мати майже не втручалася, рідко закликаючи батька пом'якшити побої. Пізніше Ґольдман припустила, що шалений характер її батька був, принаймні частково, результатом сексуальної незадоволеності.
Стосунки Ґольдман зі старшими зведеними сестрами, Геленою та Оленою, були контрастними. Гелена, старша, забезпечила дітям втіху, якої не вистачало від матері, і наповнила дитинство Ґольдман «усіма радощами, які в ньому були».

## Діяльність
У 1885 році Ґольдман емігрувала до США. Після бунту на Геймаркеті вона захопилася анархізмом, стала письменницею і відомою популяризаторкою анархічної філософії, прав жінок і цілої низки інших соціальних питань. Вона та письменник-анархіст Олександр Беркман, її коханець і давній друг, планували вбити промисловця та фінансиста Генрі Клея Фріка як акт пропаганди дією. Фрік пережив замах у 1892 році, а Беркмана засудили до 22 років ув'язнення. У наступні роки Ґольдман кілька разів потрапляла до в’язниці за «підбурювання до бунту» та «незаконне поширення інформації» про контрацепцію. 1906 року Ґольдман заснувала анархістський часопис «Матінка Земля» (англ. Mother Earth).
У 1917 році Ґольдман і Беркмана були засуджені до двох років ув'язнення за змову «спонукати людей не реєструватися» для нещодавно оголошеного призову. Після звільнення з тюрми, їх разом із 248 іншими людьми заарештували під час так званих рейдів Палмера, а потім депортували до Росії. Ґольдман, яка спочатку підтримала Жовтневу революцію, що привела до влади більшовиків, змінила свою думку після Кронштадтського повстання; вона засудила Радянський Союз за жорстоке придушення незалежних голосів.

### Депортація в СРСР

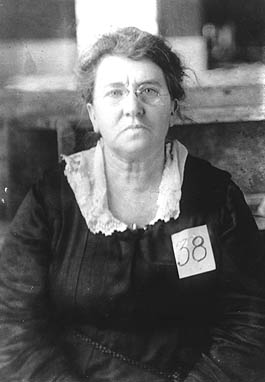
Фото Ґольдман під час висилки в РРФСР. 1919 рік.

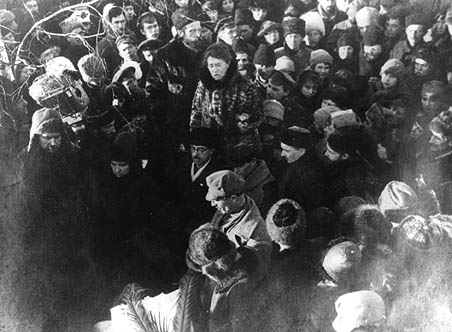
Емма Ґольдман виступає на похоронах Петра Кропоткіна — останньому публічному заході анархістів у Радянській Росії

Коли Голдьман вийшла з в'язниці, у США розгорнулася антикомуністична кампанія: «Рейди Палмера», спрямовані проти «червоних» — ліворадикальних активістів (як комуністичного, так і анархістського спрямування). В ході цієї кампанії було порушено справу про депортацію Ґольдман відповідно до законів про анархізм і підбурювання до заколоту, а також як іноземки, що два або більше разів притягалась до кримінальної відповідальності. В ході процесу звинувачення представляв Едгар Гувер особисто, котрий охарактеризував Ґольдман як одного з найнебезпечніших анархістів Америки. 21 грудня 1919 (за три роки до «Філософського пароплава») 249 осіб, включно з Еммою Ґольдман, Олександром Беркманом та великою групою інших депортованих уродженців Російської імперії, були посаджені на пароплав «Буфорд» («Червоний / Радянський ковчег», англ. Red / Soviet Ark) і відправлені до Радянської Росії. З «Буфорда» висадили пасажирів у фінському порту Ханко, звідки ті дійшли до станції Білоострів (фін. Valkeasaari), де їх з тріумфом зустріли більшовики.
До РРФСР Ґольдман їхала, сповнена ейфорії і, незважаючи на свій скепсис до будь-якої держави, готова підтримати більшовиків — хоча шляхи анархістів і марксистів розійшлися ще в Першому Інтернаціоналі. Однак дійсність виявилася далекою від її уявлень. Прибувши до Петрограду, Ґольдман з Беркманом були пригнічені словами партійного функціонера, який назвав свободу слова «буржуазною надмірністю». Вони особисто зустрілися з Леніним, котрий запевняв їх, що революційна влада не може діяти інакше в умовах контрреволюції та іноземної інтервенції.
У відповідь на бажання працювати в ім'я революції радянська влада доручила Ґольдман і Беркману проїхати по країні з метою збору документів для архіву революції. Незабаром відбулася Ґольдман у Гуляйполі зустрілася з Нестором Махном.
Ґольдман прожила в Росії два роки (в той час була добре знайома з Джоном Рідом і Луїзою Браянт), але придушення Кронштадтського повстання стало для неї точкою неповернення — як писала Ґольдман, «ідея залишити Росію до цього жодного разу не народжувалася в моїй голові», але після Кронштадту вони з Беркманом прийняли однозначне рішення виїхати. Як тільки став можливий виїзд з Росії за кордон, Ґольдман і Беркман у грудні 1921 року покинули «першу в світі державу робітників і селян» і вирушили до Риги.

## Пізні роки
Свої враження від СРСР Голдман виклала в серії статей для газети Джозефа Пулітцера «New York World», а потім у книзі «Моє розчарування в Росії» (My Disillusionment in Russia, 1923—1924).
Живучи в Англії, Канаді та Франції, вона написала автобіографію під назвою «Жити моїм життям», опубліковану у двох томах, 1931 і 1935 року. Після початку громадянської війни в Іспанії Ґольдман вирушила до країни, щоб підтримати там анархістську революцію.
Померла Емма Ґольдман 14 травня 1940 року в Торонто, Канада, у віці 70 років.

## Праці
- Анархізм та інші есе. New York: Mother Earth Publishing Association, 1910.
- Соціальне значення сучасної драми. Boston: Gorham Press, 1914.
- Моє розчарування в Росії. Garden City, New York: Doubleday, Page and Co., 1923.
- Мої подальші розчарування в Росії. Garden City, New York: Doubleday, Page and Co., 1924.
- Проживаючи своє життя. New York: Knopf, 1931.

### Перекладені українською
- Прекрасний ідеал // Akrateia, 31 березня 2021.